# Малыгинский сельсовет (Загорский район)
Малыгинский сельсовет — упразднённая административно-территориальная единица, существовавшая на территории Московской губернии и Московской области до 1936 года.
Ковровский сельсовет возник в первые годы советской власти. По данным 1922 года он входил в состав Рогачёвской волости Сергиевского уезда Московской губернии.
По данным 1926 года в состав сельсовета входили 3 населённых пункта — Коврово, Малыгино, Самойлово I, Самойлово II, а также 3 хутора, 2 посёлка и завод.
В 1929 году Ковровский с/с был отнесён к Сергиевскому (с 1930 — Загорскому) району Московского округа Московской области. При этом он был переименован в Малыгинский сельсовет.
5 апреля 1936 года Малыгинский с/с был упразднён. При этом его территория была включена в Наугольновский с/с.